# Renato Steffen
Renato Steffen (Aarau, 3 novembre 1991) è un calciatore svizzero, centrocampista del Lugano e della nazionale svizzera.

## Carriera

### Club
Nella stagione 2011-2012 ha esordito tra i professionisti con il Soletta, con cui gioca 27 partite e 8 gol. Nel 2012-2013 gioca nel Thun. Alla fine della stagione 2012-2013, dopo 13 presenze e 3 gol, il Thun gli rinnova il contratto per altri due anni. Nel 2013 si trasferisce allo Young Boys. Con la squadra di Berna ottiene 55 presenze in campionato e 13 reti. Durante il mese di gennaio 2016 firma un contratto con il Basilea. Il 10 gennaio 2018 viene acquistato dal Wolfsburg, con cui firma fino al 2021. Il 30 agosto 2022 viene acquistato dal Lugano, con cui firma un triennale.

### Nazionale
Il 12 ottobre 2021 realizza il suo primo gol in nazionale maggiore in occasione del successo per 0-4 in casa della Lituania. Nella partita d'esordio delle qualificazioni a Euro 2024, vinta in trasferta contro la Bielorussia il 25 marzo 2023, realizza una tripletta.

## Statistiche

### Presenze e reti nei club
Statistiche aggiornate al 26 maggio 2020.
| Stagione          | Squadra           | Campionato        | Campionato | Campionato | Coppe nazionali | Coppe nazionali | Coppe nazionali | Coppe continentali | Coppe continentali | Coppe continentali | Altre coppe | Altre coppe | Altre coppe | Totale | Totale | Totale |
| Stagione          | Squadra           | Comp              | Pres       | Reti       | Comp            | Pres            | Reti            | Comp               | Pres               | Reti               | Comp        | Pres        | Reti        | Pres   | Reti   |        |
| ----------------- | ----------------- | ----------------- | ---------- | ---------- | --------------- | --------------- | --------------- | ------------------ | ------------------ | ------------------ | ----------- | ----------- | ----------- | ------ | ------ | ------ |
| 2011-2012         | Soletta           | PL                | 27         | 8          | CS              | 1               | 0               | -                  | -                  | -                  | -           | -           | -           | 28     | 8      |        |
| 2012-2013         | Thun              | SL                | 19         | 4          | CS              | 3               | 0               | -                  | -                  | -                  | -           | -           | -           | 22     | 4      |        |
| 2013-2014         | Young Boys        | SL                | 21         | 4          | CS              | 2               | 0               | -                  | -                  | -                  | -           | -           | -           | 23     | 4      |        |
| 2014-2015         | Young Boys        | SL                | 34         | 9          | CS              | 2               | 1               | UEL                | 11                 | 4                  | -           | -           | -           | 47     | 14     |        |
| 2015-gen. 2016    | Young Boys        | SL                | 12         | 3          | CS              | 2               | 0               | UEL                | -                  | -                  | -           | -           | -           | 14     | 3      |        |
| Totale Young Boys | Totale Young Boys | Totale Young Boys | 67         | 16         |                 | 6               | 1               |                    | 11                 | 4                  |             | -           | -           | 84     | 21     |        |
| gen.-giu. 2016    | Basilea           | SL                | 16         | 7          | CS              | -               | -               | UEL                | 4                  | 0                  | -           | -           | -           | 20     | 7      |        |
| 2016-2017         | Basilea           | SL                | 30         | 5          | CS              | 4               | 1               | UCL                | 5                  | 1                  | -           | -           | -           | 39     | 7      |        |
| 2017-gen. 2018    | Basilea           | SL                | 17         | 3          | CS              | 4               | 0               | UCL                | 6                  | 0                  | -           | -           | -           | 27     | 3      |        |
| Totale Basilea    | Totale Basilea    | Totale Basilea    | 63         | 15         |                 | 8               | 1               |                    | 15                 | 1                  |             | -           | -           | 86     | 17     |        |
| gen.-giu. 2018    | Wolfsburg         | BL                | 16+2       | 0          | CG              | 0               | 0               | -                  | -                  | -                  | -           | -           | -           | 18     | 0      |        |
| 2018-2019         | Wolfsburg         | BL                | 31         | 5          | CG              | 3               | 0               | -                  | -                  | -                  | -           | -           | -           | 34     | 5      |        |
| 2019-2020         | Wolfsburg         | BL                | 27         | 6          | CG              | 2               | 0               | UEL                | 9                  | 0                  | -           | -           | -           | 38     | 6      |        |
| 2020-2021         | Wolfsburg         | BL                | 21         | 5          | CG              | 4               | 0               | UEL                | 3                  | 0                  | -           | -           | -           | 28     | 5      |        |
| 2021-2022         | Wolfsburg         | BL                | 20         | 0          | CG              | 1               | 0               | UCL                | 5                  | 2                  | -           | -           | -           | 26     | 2      |        |
| Totale Wolfsburg  | Totale Wolfsburg  | Totale Wolfsburg  | 115+2      | 16         |                 | 10              | 0               |                    | 17                 | 2                  |             |             |             | 144    | 18     |        |
| 2022-2023         | Lugano            | SL                | 28         | 7          | CS              | 5               | 1               | -                  | -                  | -                  | -           | -           | -           | 33     | 8      |        |
| 2023-2024         | Lugano            | SL                | 31         | 6          | CS              | 5               | 3               | UEL+UECL           | 1+6                | 0+0                | -           | -           | -           | 43     | 9      |        |
| 2024-2025         | Lugano            | SL                | 19         | 7          | CS              | 2               | 0               | UEL+UECL           | 3+8                | 2+1                | -           | -           | -           | 32     | 10     |        |
| Totale Lugano     | Totale Lugano     | Totale Lugano     | 78         | 20         |                 | 12              | 4               |                    | 18                 | 3                  |             | -           | -           | 108    | 27     |        |
| Totale carriera   | Totale carriera   | Totale carriera   | 371        | 79         |                 | 40              | 6               |                    | 61                 | 10                 |             | -           | -           | 462    | 95     |        |

### Cronologia presenze e reti in nazionale
| Cronologia completa delle presenze e delle reti in nazionale ― Svizzera | Cronologia completa delle presenze e delle reti in nazionale ― Svizzera | Cronologia completa delle presenze e delle reti in nazionale ― Svizzera | Cronologia completa delle presenze e delle reti in nazionale ― Svizzera | Cronologia completa delle presenze e delle reti in nazionale ― Svizzera | Cronologia completa delle presenze e delle reti in nazionale ― Svizzera | Cronologia completa delle presenze e delle reti in nazionale ― Svizzera | Cronologia completa delle presenze e delle reti in nazionale ― Svizzera |
| Data                                                                    | Città                                                                   | In casa                                                                 | Risultato                                                               | Ospiti                                                                  | Competizione                                                            | Reti                                                                    | Note                                                                    |
| ----------------------------------------------------------------------- | ----------------------------------------------------------------------- | ----------------------------------------------------------------------- | ----------------------------------------------------------------------- | ----------------------------------------------------------------------- | ----------------------------------------------------------------------- | ----------------------------------------------------------------------- | ----------------------------------------------------------------------- |
| 9-10-2015                                                               | San Gallo                                                               | Svizzera                                                                | 7 – 0                                                                   | San Marino                                                              | Qual. Euro 2016                                                         | -                                                                       | 78’                                                                     |
| 12-10-2015                                                              | Tallinn                                                                 | Estonia                                                                 | 0 – 1                                                                   | Svizzera                                                                | Qual. Euro 2016                                                         | -                                                                       | 71’                                                                     |
| 25-3-2016                                                               | Dublino                                                                 | Irlanda                                                                 | 1 – 0                                                                   | Svizzera                                                                | Amichevole                                                              | -                                                                       | 62’                                                                     |
| 29-3-2016                                                               | Zurigo                                                                  | Svizzera                                                                | 0 – 2                                                                   | Bosnia ed Erzegovina                                                    | Amichevole                                                              | -                                                                       |                                                                         |
| 13-11-2016                                                              | Lucerna                                                                 | Svizzera                                                                | 2 – 0                                                                   | Fær Øer                                                                 | Qual. Mondiali 2018                                                     | -                                                                       | 80’                                                                     |
| 23-3-2019                                                               | Tbilisi                                                                 | Georgia                                                                 | 0 – 2                                                                   | Svizzera                                                                | Qual. Euro 2020                                                         | -                                                                       | 84’                                                                     |
| 5-6-2019                                                                | Porto                                                                   | Portogallo                                                              | 3 – 1                                                                   | Svizzera                                                                | UEFA Nations League 2018-2019 - Semifinale                              | -                                                                       | 83’                                                                     |
| 8-9-2019                                                                | Sion                                                                    | Svizzera                                                                | 4 – 0                                                                   | Gibilterra                                                              | Qual. Euro 2020                                                         | -                                                                       | 65’                                                                     |
| 15-10-2019                                                              | Lancy                                                                   | Svizzera                                                                | 2 – 0                                                                   | Irlanda                                                                 | Qual. Euro 2020                                                         | -                                                                       | 88’                                                                     |
| 15-11-2019                                                              | San Gallo                                                               | Svizzera                                                                | 1 – 0                                                                   | Georgia                                                                 | Qual. Euro 2020                                                         | -                                                                       | 74’                                                                     |
| 3-9-2020                                                                | Leopoli                                                                 | Ucraina                                                                 | 2 – 1                                                                   | Svizzera                                                                | UEFA Nations League 2020-2021 - 1º turno                                | -                                                                       | 46’ 83’                                                                 |
| 6-9-2020                                                                | Basilea                                                                 | Svizzera                                                                | 1 – 1                                                                   | Germania                                                                | UEFA Nations League 2020-2021 - 1º turno                                | -                                                                       | 29’                                                                     |
| 11-11-2020                                                              | Lovanio                                                                 | Belgio                                                                  | 2 – 1                                                                   | Svizzera                                                                | Amichevole                                                              | -                                                                       | 46’                                                                     |
| 14-11-2020                                                              | Basilea                                                                 | Svizzera                                                                | 1 – 1                                                                   | Spagna                                                                  | UEFA Nations League 2020-2021 - 1º turno                                | -                                                                       | 73’                                                                     |
| 5-9-2021                                                                | Basilea                                                                 | Svizzera                                                                | 0 – 0                                                                   | Italia                                                                  | Qual. Mondiali 2022                                                     | -                                                                       | 71’                                                                     |
| 8-9-2021                                                                | Belfast                                                                 | Irlanda del Nord                                                        | 0 – 0                                                                   | Svizzera                                                                | Qual. Mondiali 2022                                                     | -                                                                       | 59’                                                                     |
| 9-10-2021                                                               | Lancy                                                                   | Svizzera                                                                | 2 – 0                                                                   | Irlanda del Nord                                                        | Qual. Mondiali 2022                                                     | -                                                                       |                                                                         |
| 12-10-2021                                                              | Vilnius                                                                 | Lituania                                                                | 0 – 4                                                                   | Svizzera                                                                | Qual. Mondiali 2022                                                     | 1                                                                       | 67’                                                                     |
| 12-11-2021                                                              | Roma                                                                    | Italia                                                                  | 1 – 1                                                                   | Svizzera                                                                | Qual. Mondiali 2022                                                     | -                                                                       | 79’                                                                     |
| 15-11-2021                                                              | Lucerna                                                                 | Svizzera                                                                | 4 – 0                                                                   | Bulgaria                                                                | Qual. Mondiali 2022                                                     | -                                                                       | 68’                                                                     |
| 26-3-2022                                                               | Londra                                                                  | Inghilterra                                                             | 2 – 1                                                                   | Svizzera                                                                | Amichevole                                                              | -                                                                       | 62’                                                                     |
| 29-3-2022                                                               | Zurigo                                                                  | Svizzera                                                                | 1 – 1                                                                   | Kosovo                                                                  | Amichevole                                                              | -                                                                       | 75’                                                                     |
| 5-6-2022                                                                | Lisbona                                                                 | Portogallo                                                              | 4 – 0                                                                   | Svizzera                                                                | UEFA Nations League 2022-2023 - 1º turno                                | -                                                                       | 49’ 70’                                                                 |
| 9-6-2022                                                                | Lancy                                                                   | Svizzera                                                                | 0 – 1                                                                   | Spagna                                                                  | UEFA Nations League 2022-2023 - 1º turno                                | -                                                                       | 63’                                                                     |
| 12-6-2022                                                               | Lancy                                                                   | Svizzera                                                                | 1 – 0                                                                   | Portogallo                                                              | UEFA Nations League 2022-2023 - 1º turno                                | -                                                                       | 46’                                                                     |
| 24-9-2022                                                               | Saragozza                                                               | Spagna                                                                  | 1 – 2                                                                   | Svizzera                                                                | UEFA Nations League 2022-2023 - 1º turno                                | -                                                                       | 46’                                                                     |
| 27-9-2022                                                               | San Gallo                                                               | Svizzera                                                                | 2 – 1                                                                   | Rep. Ceca                                                               | UEFA Nations League 2022-2023 - 1º turno                                | -                                                                       | 65’                                                                     |
| 17-11-2022                                                              | Abu Dhabi                                                               | Ghana                                                                   | 2 – 0                                                                   | Svizzera                                                                | Amichevole                                                              | -                                                                       | 62’                                                                     |
| 28-11-2022                                                              | Doha                                                                    | Brasile                                                                 | 1 – 0                                                                   | Svizzera                                                                | Mondiali 2022 - 1º turno                                                | -                                                                       | 59’                                                                     |
| 25-3-2023                                                               | Novi Sad                                                                | Bielorussia                                                             | 0 – 5                                                                   | Svizzera                                                                | Qual. Euro 2024                                                         | 3                                                                       | 58’                                                                     |
| 28-3-2023                                                               | Lancy                                                                   | Svizzera                                                                | 3 – 0                                                                   | Israele                                                                 | Qual. Euro 2024                                                         | -                                                                       | 68’                                                                     |
| 16-6-2023                                                               | Andorra la Vella                                                        | Andorra                                                                 | 1 – 2                                                                   | Svizzera                                                                | Qual. Euro 2024                                                         | -                                                                       | 61’                                                                     |
| 19-6-2023                                                               | Lucerna                                                                 | Svizzera                                                                | 2 – 2                                                                   | Romania                                                                 | Qual. Euro 2024                                                         | -                                                                       | 75’                                                                     |
| 12-9-2023                                                               | Sion                                                                    | Svizzera                                                                | 3 – 0                                                                   | Andorra                                                                 | Qual. Euro 2024                                                         | -                                                                       |                                                                         |
| 15-10-2023                                                              | San Gallo                                                               | Svizzera                                                                | 3 – 3                                                                   | Bielorussia                                                             | Qual. Euro 2024                                                         | -                                                                       | 73’                                                                     |
| 15-11-2023                                                              | Felcsút                                                                 | Israele                                                                 | 1 – 1                                                                   | Svizzera                                                                | Qual. Euro 2024                                                         | -                                                                       | 77’ 90+3’                                                               |
| 18-11-2023                                                              | Basilea                                                                 | Svizzera                                                                | 1 – 1                                                                   | Kosovo                                                                  | Qual. Euro 2024                                                         | -                                                                       | 84’                                                                     |
| 21-11-2023                                                              | Bucarest                                                                | Romania                                                                 | 1 – 0                                                                   | Svizzera                                                                | Qual. Euro 2024                                                         | -                                                                       | 62’                                                                     |
| 23-3-2024                                                               | Copenaghen                                                              | Danimarca                                                               | 0 – 0                                                                   | Svizzera                                                                | Amichevole                                                              | -                                                                       | 65’                                                                     |
| 29-6-2024                                                               | Berlino                                                                 | Svizzera                                                                | 2 – 0                                                                   | Italia                                                                  | Euro 2024 - Ottavi di finale                                            | -                                                                       | 90+2’                                                                   |
| 8-9-2024                                                                | Ginevra                                                                 | Svizzera                                                                | 1 – 4                                                                   | Spagna                                                                  | UEFA Nations League 2024-2025 - 1º turno                                | -                                                                       | 85’                                                                     |
| Totale                                                                  |                                                                         | Presenze                                                                | 41                                                                      |                                                                         | Reti                                                                    | 4                                                                       |                                                                         |

## Palmarès

### Club

#### Competizioni nazionali
- Campionato svizzero: 2

Basilea: 2015-2016, 2016-2017
- Coppa Svizzera: 1

Basilea: 2016-2017